# 251 Sophia
Sophia (asteroide 251) é um asteroide da cintura principal com um diâmetro de 28,42 quilómetros, a 2,76637 UA. Possui uma excentricidade de 0,1055281 e um período orbital de 1 986,58 dias (5,44 anos).
Sophia tem uma velocidade orbital média de 16,93639461 km/s e uma inclinação de 10,52559º.
Esse asteroide foi descoberto em 4 de Outubro de 1885 por Johann Palisa.